# 羽仁路之
羽仁 路之（はに みちゆき、1891年11月25日 - 1980年7月12日）は、日本の経営者。太平鉱業社長。位階は正四位。

## 経歴
山口県萩市出身。1917年に東京帝国大学経済学部経済学科を卒業し、同年4月に三菱合資会社鉱山部に入社。1918年4月に三菱鉱業に転じ、1946年11月に取締役に就任し、1950年4月に太平鉱業(のちの三菱金属鉱業)社長に就任。1956年5月には相談役に就任。
1960年に藍綬褒章を受章し、1966年11月に勲二等瑞宝章を受章。
1980年7月12日肺炎のために死去。88歳没。死没日付をもって正四位に叙された。